# Daniel Moskiewski
Daniel Aleksandrowicz ros. Даниил Александрович (ur. 1261 we Włodzimierzu, zm. 5 marca 1303 w Moskwie) – z dynastii Rurykowiczów, tytularny książę moskiewski od 1263 roku, ze względu na swój młody wiek panował dopiero w latach 1277–1303. Najmłodszy syn Aleksandra Newskiego, brat Andrzeja i Dymitra – wielkich książąt włodzimierskich, ojciec Jerzego Moskiewskiego i Iwana I Kality.

## Życiorys
Jeszcze przed śmiercią Aleksander Newski wyznaczył synom księstwa w których mieli panować. Danielowi przypadła Moskwa, w której rządy objął po śmierci ojca.
Moskwa odznaczała się dobrym położeniem, z dala od Złotej Ordy, z której strony można się było spodziewać najazdów i umiejscowieniem na wewnątrzruskich szlakach handlowych, które dostarczały Danielowi jak i jego następcom poważnych sum pieniędzy. Dzięki długim okresom pokoju szybko wzrastała liczba ludności księstwa.
Za panowania księcia Daniela do Moskwy przyłączono Kołomnę (ujście rzeki Moskwy do Oki), Peresław Zaleski i leżący na zachodzie Możajsk (zdobycze datowane na 1300–1303).
Za panowania Daniela wybudowano Monaster Daniłowski – obecnie jedna z rezydencji patriarchów moskiewskich i całej Rusi. Jak podaje legenda, na krótko przed swoją śmiercią książę przyjął śluby zakonne i kazał się pochować w Monasterze Daniłowskim. Daniel był również fundatorem monasteru Objawienia Pańskiego w Moskwie.
W 1652 książę został kanonizowany przez Rosyjską Cerkiew Prawosławną.